# تشاد بارسون
تشاد بارسون (بالإنجليزية: Chad Barson)‏ (25 فبراير 1991 بكولومبوس في الولايات المتحدة - ) هو لاعب كرة قدم أمريكي في مركز الدفاع. شارك مع منتخب الولايات المتحدة تحت 17 سنة لكرة القدم ومنتخب الولايات المتحدة تحت 18 سنة لكرة القدم ومنتخب الولايات المتحدة تحت 20 سنة لكرة القدم. أما مع النوادي، فقد لعب مع كولومبوس كرو وFlint City Bucks ‏.

## وصلات خارجية
- تشاد بارسون على موقع الدوري الأمريكي (الإنجليزية)
- تشاد بارسون على موقع قاعدة بيانات كرة القدم.إي يو (الإنجليزية)
- تشاد بارسون على موقع Soccerbase.com (لاعب) (الإنجليزية)
- تشاد بارسون على موقع Soccerway.com (الإنجليزية)
- تشاد بارسون على موقع عالم كرة القدم.نت (الإنجليزية)
- تشاد بارسون على موقع AS.com (الإسبانية)